# Gothofrid Alinus
Gothofrid Johannis Alinus, född 1660 i Bredestads socken, Jönköpings län, död 23 februari 1699 i Linköping, Östergötlands län, var en svensk lektor i Linköping. 

## Biografi
Alinus föddes 1660 i Bredestads socken. Han var son till kyrkoherden Johannes Christophori Alinus och dess hustru. Alinus blev 18 oktober 1684 student vid Uppsala universitet, Uppsala och tog 11 december 1694 magistern därstädes. År 1695 blev han lektor i matematik vid Linköpings gymnasium, Linköping. Alinus avled 23 februari 1699 i Linköping.

### Familj
Alinus gifte sig 17 december 1696 med Helena Röding (1673–1726). Hon var dotter till häradshövdingen Johan Danielsson Röding och Brita Beata Danckwardt. De fick tillsammans barnen Beata Elisabeth (1697–1700) och Gothfred (1699–1700). Efter Alinus död gifte Helena Röding om sig med borgmästaren Magnus Rinström i Linköping.